# 736 Harvard
736 Harvard هو كويكب، يقع ضمن حزام الكويكبات. اكتشف في 16 نوفمبر 1912. وقد اكتشفه جويل هاستينغز ميتكالف.

## روابط خارجية
- 736 Harvard في قاعدة بيانات مختبر الدفع النفاث لأجرام النظام الشمسي الصغيرة

- الاكتشاف · مخطط المدار ·  العناصر المدارية · المعلمات المادية

- 736 Harvard على موقع ويكي سكاي: DSS2, SDSS, GALEX, IRAS, Hydrogen α, X-Ray, Astrophoto, Sky Map, Articles and images